# Lara Croft and the Guardian of Light
Lara Croft and the Guardian of Light é um jogo de acção-aventura produzido pela Crystal Dynamics e publicado pela Square Enix para Xbox 360, PlayStation 3, iOS e Microsoft Windows, via distribuição digital. O primeiro da sub-série Lara Croft, Lara Croft and the Guardian of Light faz parte da franquia Tomb Raider, mas ao contrário dos jogos anteriores, não carrega a chancela "Tomb Raider" e tem uma forte ênfase na jogabilidade cooperativa. Em 2023 foi lançado para o Nintendo Switch como parte de uma coletânea de jogos intitulada "The Lara Croft Collection", feito pela Feral Interactive.
Nos Estados Unidos e Reino Unido, Guardian of Light foi lançado para o Xbox Live Arcade em 18 de agosto de 2010; e um mês depois, em 28 de setembro, foi lançado para PlayStation Network e Steam. Embora a cooperativa local estivesse disponível no lançamento inicial para todas as versões, a cooperativa on-line foi adicionada mais tarde. Na América do Norte, em 16 de dezembro, o jogo foi lançado para dispositivos iOS, que incluía opções de Wi-Fi e Bluetooth. O primeiro pacote de mapas de conteúdo para download (DLC) foi lançado gratuitamente por tempo limitado.
A sequela com o nome Lara Croft and the Temple of Osiris foi lançada em 2014 para Microsoft Windows, PlayStation 4 e Xbox One.

## Historia
Há dois mil anos , uma épica batalha foi travada entre os exércitos do bem e do mal por um poderoso artefato, o ‘Espelho de Fumaça’. O destemido líder do Exército da Luz, Totec, triunfou sobre o seu homólogo do mal, Xolotl, e assumiu o controle do espelho, banindo Xolotl do mundo. Agora conhecido como ‘O Guardião da Luz’, Totec sepultou a si próprio no espelho dentro do Templo da Luz para prevenir que o mesmo caísse em mãos erradas.
Nos dias atuais, Lara Croft lê sobre a lenda e tenta encontrar o espelho. Depois de uma longa e perigosa jornada, ela é bem-sucedida. Ao examinar o espelho, ela é pega desprevenida por um grupo de mercenários. Liderados pelo senhor da guerra local, eles a seguiram até o templo. Sem saber ou desacreditar da maldição no espelho, o senhor da guerra a toma de Lara. Seu manuseio imprudente do espelho libera Xolotl. A estátua de pedra de Totec ganha vida e avisa Lara que Xolotl deve ser parado antes da luz do amanhecer. Dependendo do número de jogadores participantes, Lara e Totec unem forças ou seguem caminhos separados para tentar parar Xolotl.

## Gameplay
Sendo um jogo de ação não linear com uma câmera isométrica fixa, similar aos jogos de Gameboy Advance, O jogo também apresenta jogabilidade cooperativa, e os jogadores podem assumir o controle de Lara ou de um antigo guerreiro maia chamado Totec. Cada personagem jogável possui armas e habilidades únicas. Como em alguns filmes anteriores, Lara mantém suas pistolas duplas com munição infinita e um gancho de grappling, que ela é capaz de usar para cruzar lacunas e que Totec pode atravessar na corda bamba. Totec carrega lanças que podem ser usadas tanto como arma quanto no ambiente, para Lara subir. Itens como granadas são extremamente importantes para a avançar no jogo.

### Multiplayer
Os jogadores assumem o papel de Lara Croft ou de um guerreiro maia de 2.000 anos chamado Totec. Eles terão de trabalhar juntos a fim de parar o espírito maligno Xolotl e recuperar o Espelho do Fumo. Lara é capaz de usar o escudo de Totec como uma plataforma portátil enquanto ele o segura acima de sua cabeça. Ela também pode se equilibrar em lanças que Totec joga na parede, mas Totec não pode, pois eles não são capazes de segurar seu peso. Totec pode andar na corda bamba usando a corda de grappling de Lara.
À medida que o jogo avança, Totec aprende com Lara como usar armas modernas, como rifles. Quando os inimigos são mortos, as pontuações aparecem acima de seus corpos – vermelho ou azul – dependendo se Lara (vermelho) ou Totec (azul) marcaram a morte. Existem alguns itens, como gemas, espalhadas pelos níveis que aumentam a pontuação do jogador. Receber pontuações altas em cada nível recompensa os jogadores com novas armas e upgrades. Para adicionar competitividade ao jogo, há um número limitado de inimigos e gemas no mundo para que os jogadores possam competir para matar e agarrar todos eles.
O modo de single-player também está disponível, mas não inclui a personagem secundária a ajudar Lara.

### Conteúdo Adicional
Guardian of Light recebeu algumas DLCs , que foram lançados de outubro a dezembro de 2010. Três dos pacotes, "All the Trappings", "Things That Go Boom" e "A Hazardous Reunion", contêm novos mapas e quebra-cabeças, Os outros dois pacotes DLC apresentam personagens jogáveis alternativos de outras séries de propriedade da Eidos Interactive - Kain e Raziel da série Legacy of Kain da Crystal Dynamics e Kane e Lynch dos jogos Kane & Lynch da IO Interactive. O primeiro pacote, intitulado All The Trappings, recebeu um lançamento gratuito de trinta dias junto com o patch para o modo cooperativo online em 27 de outubro para Xbox 360. 

## Coleção para o Nintendo Switch
No dia 29 de Junho de 2023, foi lançado para o Nintendo Switch uma coleção de jogos intitulada "The Lara Croft Collection" contendo Lara Croft and the Guardian of Light e Lara Croft and the Temple of Osiris sendo feito pela Feral Interactive e lançado na Nintendo e'Shop.
As maiores diferenças entre as versões lançada em outras plataformas são o modo multiplayer local, o fato da coleção conter os jogos junto com suas DLCs lançadas anteriormente e um certo polimento grafico, principalmente em Guardians of Light, que acabou sendo um grande destaque, pensando no fato de um jogo de 2010 de um console de mesa rodar bem e com graficos muito bom no console hibrido da Nintendo. 

## Review e vendas
Lara Croft and the Guardian of Light foi bem recebido pelos críticos. A versão Xbox 360 tem uma pontuação média de 85/100 e 86.36% nos sites Metacritic e GameRankings, respectivamente. Ja a versão de PC recebeu nota 82/100. a versão de PS3 recebeu 84/100, a pior versão foi a de Dispositivos Moveis que recebeu 73/100. Em Setembro de 2010, o IGN colocou Lara Croft and the Guardian of Light na posição #14 na sua lista dos 25 Melhores Jogos Xbox Live Arcade. Guardian of Light vendeu mais de 98,000 no Xbox Live nas primeiras seis semanas, e em Agosto de 2013, já tinha vendido mais de 1 milhão de cópias em todas as plataformas.

Ja The Lara Croft Collection recebeu nota 79/100 na Metacritic  porem suas vendas não foram divulgadas ate o presente momento. 